# Celebrity Bake Off
Celebrity Bake Off è stato uno spin-off di Bake Off Italia - Dolci in forno, in cui a competere sono stati personaggi del mondo dello spettacolo. Il programma, prodotto da Magnolia, va in onda dal 9 dicembre 2016 al 15 dicembre 2017 su Real Time, ed è stato presentato da Benedetta Parodi. I giudici della prima edizione sono Ernst Knam, Clelia d'Onofrio e Antonio Lamberto Martino (quest'ultimo sostituito nella seconda edizione da Damiano Carrara).

## Il programma

### Sfide
- La prova d'ingresso - Skill Test (ed. 1-2): I concorrenti devono svolgere una piccola prova alla base di una ricetta.
- La prova Cavallo di Battaglia (ed. 1): I concorrenti dovranno creare in un tempo stabilito un dolce a proprio piacere, definito per loro come cavallo di battaglia.
- La prova tecnica (ed. 2): I concorrenti dovranno creare in un tempo stabilito un dolce seguendo la ricetta di Ernst Knam, Damiano Carrara ,che verrà loro data. I giudici lasceranno il set prima delle prove, al loro rientro in studio troveranno i dolci senza saperne l'autore. Commenteranno le preparazioni finite e dopo l'assaggio, esprimeranno le loro preferenze dal peggiore al migliore: solo allora scopriranno chi ha preparato ogni piatto.

### Cast
Il cast del programma è formato dai seguenti membri:
- Benedetta Parodi (ed. 1-2): giornalista, scrittrice e conduttrice televisiva di programmi di successo come Cotto e mangiato e I menù di Benedetta, approda su Real Time come presentatrice di Bake Off Italia (dal 2013) e Junior Bake Off Italia (dal 2015 al 2017).
- Ernst Knam (ed. 1-2): campione Italiano di Cioccolateria 2009/2010, campione Italiano di Finger Food 2011, primo gradino del podio nella Coppa del Mondo di Gelateria 2012, è uno dei giudici del programma.
- Clelia d'Onofrio (ed. 1-2): collabora con vari giornali e riviste, come Quattroruote, Tuttoturismo e Meridiani. Dal 1997 è direttore editoriale del prestigioso Cucchiaio d'Argento.
- Antonio Lamberto Martino (ed. 1): giudice della prima edizione, maestro della lievitazione.
- Damiano Carrara (ed. 2): pastry-chef toscano trasferitosi in California per coltivare la sua passione per la pasticceria.

### Luoghi delle riprese
| Location                | Edizione | Edizione | Totale |
| Location                | 1        | 2        | Totale |
| ----------------------- | -------- | -------- | ------ |
| Villa Annoni a Cuggiono |          |          | 1      |

## Edizioni
| Edizione | Conduzione       | Periodo         | Periodo          | Puntate | Giudici    | Giudici          | Giudici                  | Coppie | Vincitori      | Vincitori         | Vincitori           | Vincitori           |
| Edizione | Conduzione       | Inizio          | Fine             | Puntate | Giudici    | Giudici          | Giudici                  | Coppie | Vincitori      | Vincitori         | Vincitori           | Vincitori           |
| -------- | ---------------- | --------------- | ---------------- | ------- | ---------- | ---------------- | ------------------------ | ------ | -------------- | ----------------- | ------------------- | ------------------- |
| 1ª       | Benedetta Parodi | 9 dicembre 2016 | 9 dicembre 2016  | 1       | Ernst Knam | Clelia d'Onofrio | Antonio Lamberto Martino | 8      | Emma           | Emma              | Antonino Spadaccino | Antonino Spadaccino |
| 2ª       | Benedetta Parodi | 8 dicembre 2017 | 15 dicembre 2017 | 2       | Ernst Knam | Clelia d'Onofrio | Damiano Carrara          | 16     | Tosca D'Aquino | Francesca Piccolo | Jake La Furia       | Laura De Luca       |

### Prima edizione
La prima edizione, condotta da Benedetta Parodi in compagnia dei giurati della versione classica del programma, Ernst Knam, Clelia d'Onofrio e Antonio Lamberto Martino, va in onda, con una puntata, il 9 dicembre 2016, presso Villa Annoni a Cuggiono. L'edizione è vinta dai cantanti Emma e Antonino Spadaccino, che devolvono il premio in denaro vinto, in beneficenza, all'associazione Bangui.

### Seconda edizione
La seconda edizione, condotta sempre da Benedetta Parodi in compagnia dei giurati della versione classica del programma, Ernst Knam, Clelia d'Onofrio e Damiano Carrara, va in onda, con due puntata, l'8 e 15 dicembre 2017, sempre presso Villa Annoni a Cuggiono. L'edizione è vinta, nella prima puntata dai cantanti Tosca D'Aquino e Francesca Piccolo, e nella seconda puntata da Jake La Furia e Laura De Luca.

## Audience
| Edizione | Rete      | Anno | Stagione | Programmazione | Programmazione | Programmazione | Programmazione | Programmazione | Programmazione | Programmazione | Telespettatori | Share |
| Edizione | Rete      | Anno | Stagione | L              | M              | M              | G              | V              | S              | D              | Telespettatori | Share |
| -------- | --------- | ---- | -------- | -------------- | -------------- | -------------- | -------------- | -------------- | -------------- | -------------- | -------------- | ----- |
| 1ª       | Real Time | 2016 | autunno  |                |                |                |                |                |                |                | 908.000        | 3,50% |
| 2ª       | Real Time | 2017 | autunno  | 578.000        | 2,35%          |                |                |                |                |                |                |       |